# Mieczysław Fogg

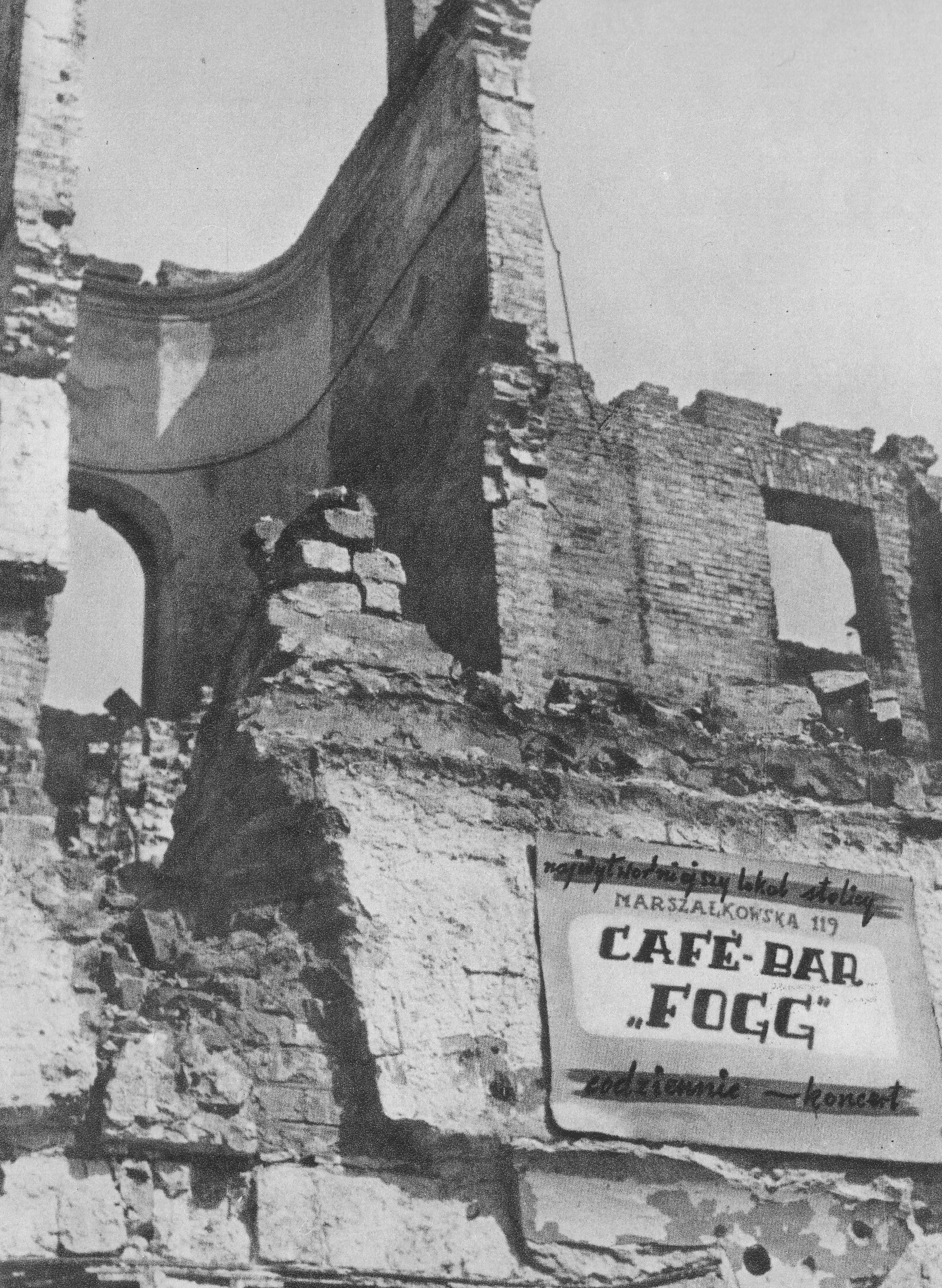
Reklama kawiarni otwartej przez Mieczysława Fogga w 1945 roku

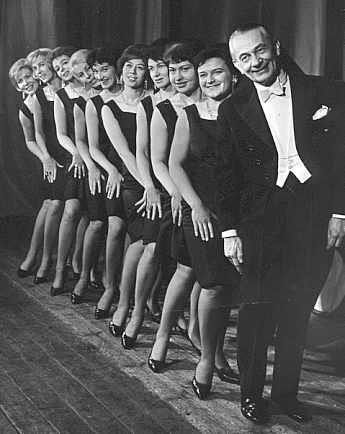
Mieczysław Fogg wraz z zespołem tancerek na statku MS Batory w latach 60. XX wieku

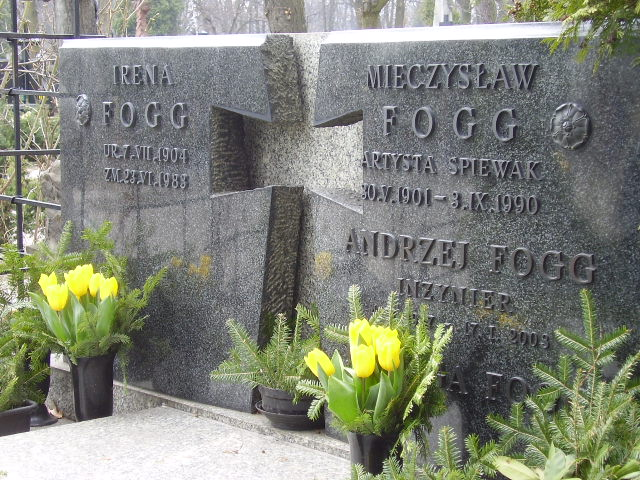
Grób rodzinny Mieczysława Fogga na cmentarzu Bródnowskim w Warszawie

Mieczysław Fogg, właśc. Mieczysław Fogiel (ur. 30 maja 1901 w Warszawie, zm. 3 września 1990 tamże) – polski piosenkarz śpiewający barytonem lirycznym, którego kariera artystyczna rozpoczęła się w okresie międzywojennym i trwała przez kilka dziesięcioleci po zakończeniu II wojny światowej.
Jego najbardziej znane utwory to: Tango milonga, To ostatnia niedziela, Jesienne róże, Pierwszy siwy włos, Mały biały domek, Już nigdy, Bo to się zwykle tak zaczyna.

## Rodzina
Matka, Anna z Becków (1877–1967), prowadziła sklep w kamienicy na rogu ulicy Długiej i Freta (pod adresem ul. Freta 1, gdzie rodzina mieszkała), a ojciec, Antoni (1874–1924), był maszynistą kolejowym. Mieczysław miał pięcioro rodzeństwa (wyjąwszy siostrę zmarłą w niemowlęctwie).
W 1925 ożenił się z Ireną z Jakubowskich. Ich syn Andrzej Fogg (1927–2003) był wynalazcą i inżynierem elektroakustykiem, autorem m.in. książki Adaptery. Jego młodszy brat stryjeczny Aleksander Fogiel był aktorem. Mieczysław Fogg był też dziadkiem Michała Henryka Fogga (1952–2012), dyrektora Polskiego Stowarzyszenia Ochrony Roślin oraz pradziadkiem Michała Fogga, założyciela współczesnej wytwórni Fogg Record.

## Życiorys
Był uczestnikiem wojny polsko-bolszewickiej w 1920, został ranny na froncie. W 1921 rozpoczął pracę w Warszawskiej Dyrekcji PKP jako kasjer, gdzie pracował do 1935.
W 1922 śpiewał w chórze w kościele św. Anny przy Krakowskim Przedmieściu. Podczas próby kolęd usłyszał go Ludwik Sempoliński i skierował (grudzień 1922) na naukę śpiewu do profesora Jana Łysakowskiego na Wydziale Wokalistyki Szkoły Muzycznej im. Fryderyka Chopina. Kształcenie muzyczne kontynuował pod kierunkiem Eugeniusza Mossakowskiego, Wacława Brzezińskiego, Ignacego Dygasa, Stefana Beliny-Skupiewskiego, Adama Didura i Stanisława Kopfa. W 1926 przyjął pseudonim artystyczny „Fogg”, chałturząc na ślubach i pogrzebach.
Debiut Mieczysława Fogga jako piosenkarza miał miejsce w 1928 w Chórze Dana na scenie warszawskiego teatrzyku Qui Pro Quo. Ze sceną tą związany był do 1931, potem kolejno z teatrami i rewiami Banda, Rex, Polonia, Cyrulik Warszawski, Wielka Rewia, Małe Qui Pro Quo i Tip Top. Od 1932, Chór Dana koncertował za granicą, m.in. w Niemczech, Estonii, na Łotwie, w ZSRR, Finlandii, Norwegii, Szwecji, Austrii, we Włoszech i w USA, gdzie wystąpił w 31 stanach. Dla firmy fonograficznej Odeon nagrywał 100–150 piosenek rocznie, otrzymując przezwisko „śpiewająca mrówka”. Towarzyszył w koncertach i nagraniach sławnym polskim artystom kabaretowym, m.in.: Hance Ordonównie, Stefci Górskiej, Zuli Pogorzelskiej i Adolfowi Dymszy.
W 1934 otrzymał propozycję administrowania kamienicą przy placu Trzech Krzyży 8 i wraz z żoną i synem zamieszkał tam w dwupokojowym mieszkaniu w oficynie. W 1935 Foggowie przeprowadzili się do kamienicy przy ulicy Koszykowej 69.
Po odejściu z Chóru Dana (1938) zadebiutował jako solista, zwyciężając w ogólnopolskim plebiscycie słuchaczy Polskiego Radia. Występował z własnymi recitalami oraz w programach kabaretowych z Mirą Zimińską i pianistą Tadeuszem Sygietyńskim. Mieczysław Fogg był pierwszym polskim artystą estradowym, którego występ nadała Telewizja Polska. Wystąpił on na antenie 5 października 1938 i 26 sierpnia 1939 w pokazie próbnej transmisji telewizyjnej nadawanej z wieżowca Prudentialu w Warszawie.

### II wojna światowa
Po apelu radiowym Romana Umiastowskiego, 6 września 1939 opuścił stolicę wraz z kilkudziesięcioosobową grupą aktorów. Dotarł do Zbaraża, a następnie Lwowa. Wrócił do Warszawy 31 października 1939.
Występował (za zgodą władz Podziemnej Polski) w kawiarniach dostępnych polskiej publiczności, m.in. w Café Bodo, „U Aktorek”, „Lucynie”, „Swanie”, „Melodii” i kawiarni hotelu Bristol. W 1944, bezpośrednio przed wybuchem powstania warszawskiego, pracował jako kelner w kawiarni na rogu ulic Marszałkowskiej i Wspólnej.
W konspiracji nosił pseudonim „Ptaszek”. Wziął udział w powstaniu warszawskim jako żołnierz Armii Krajowej. Podtrzymywał na duchu powstańców i mieszkańców Warszawy śpiewając w szpitalach, na barykadach i w schronach. Wystąpił wtedy ok. 100 razy. Za udział w powstaniu otrzymał Złoty Krzyż Zasługi z Mieczami. Jego powstańcza opaska znajduje się w Muzeum Powstania Warszawskiego.
W okresie okupacji wspierał swoich żydowskich przyjaciół. W 1943 udzielił schronienia Ignacemu Singerowi (znany jako Iwo Wesby), kierownikowi muzycznemu kabaretu „Qui pro Quo”, który uciekł z getta warszawskiego wraz z żoną i ośmioletnią córką. Fogg ukrywał trójkę zbiegów w swoim mieszkaniu, a następnie znalazł im mieszkanie przy ulicy Bednarskiej i pomógł w wyrobieniu fałszywych dokumentów. Przez kilka dni ukrywał także w swoim mieszkaniu przyjaciela, Stanisława Templa, inżyniera z Wilna, który pracował dla wytwórni płytowej. Mimo ostrzeżeń Fogga, Tempel udał się do getta, aby połączyć się ze swoją rodziną. Również nauczyciel śpiewu, Stanisław Kopf, znalazł schronienie w mieszkaniu Fogga, aż do momentu uzyskania fałszywych dokumentów, dzięki którym mógł wyjechać z Warszawy. Inny żydowski przyjaciel Fogga, Ignacy Zalcsztajn ukrył się w mieszkaniu dozorcy w kamienicy, w której mieszkał Fogg, a on dostarczał mu żywność i pieniądze.

### Okres powojenny

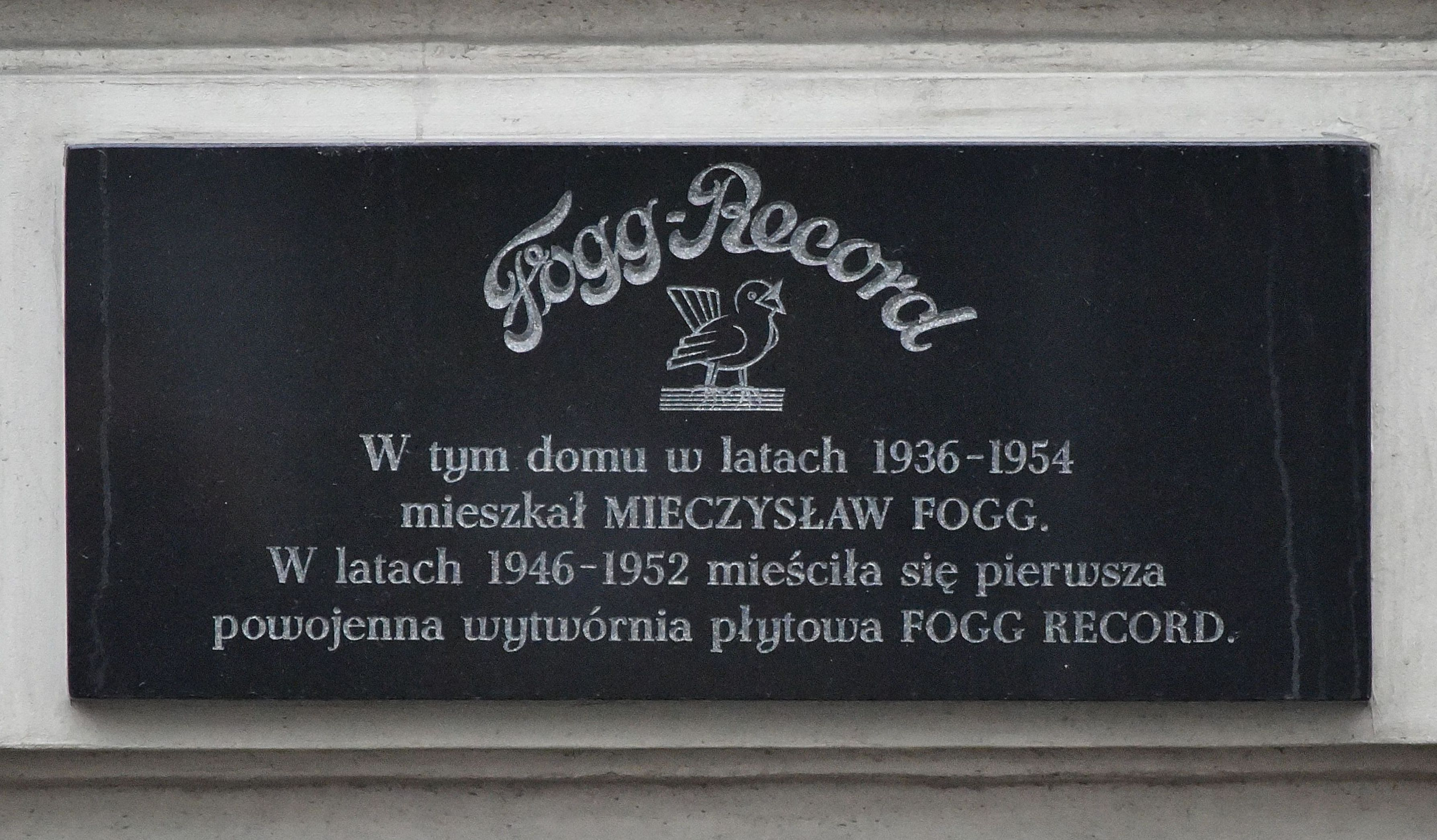
Tablica upamiętniająca wydawnictwo muzyczne Fogg Record przy ul. Koszykowej 69 w Warszawie

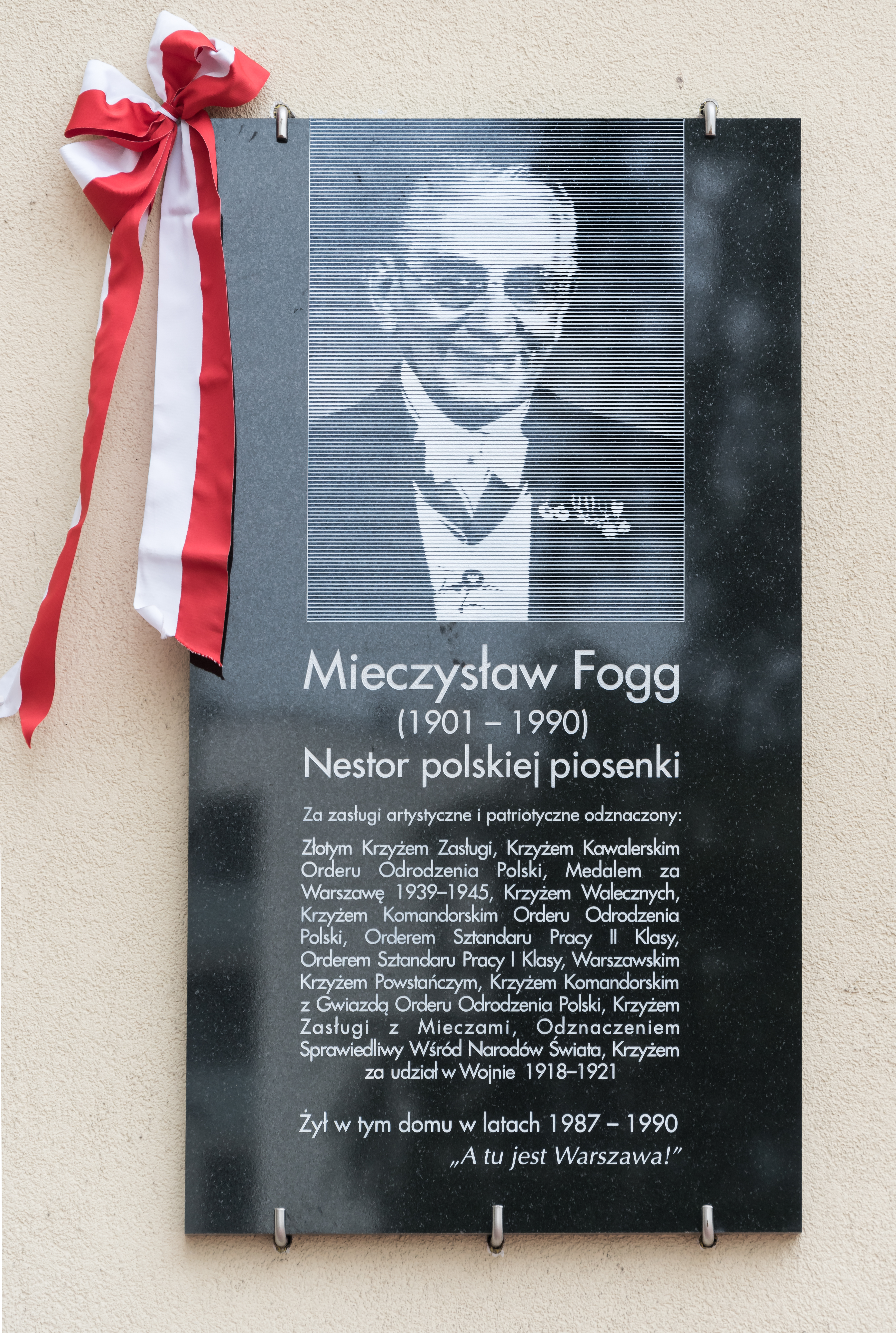
Tablica pamiątkowa na bloku mieszkalnym przy ul. Majdańskiej 5 w Warszawie, w którym mieszkał Mieczysław Fogg

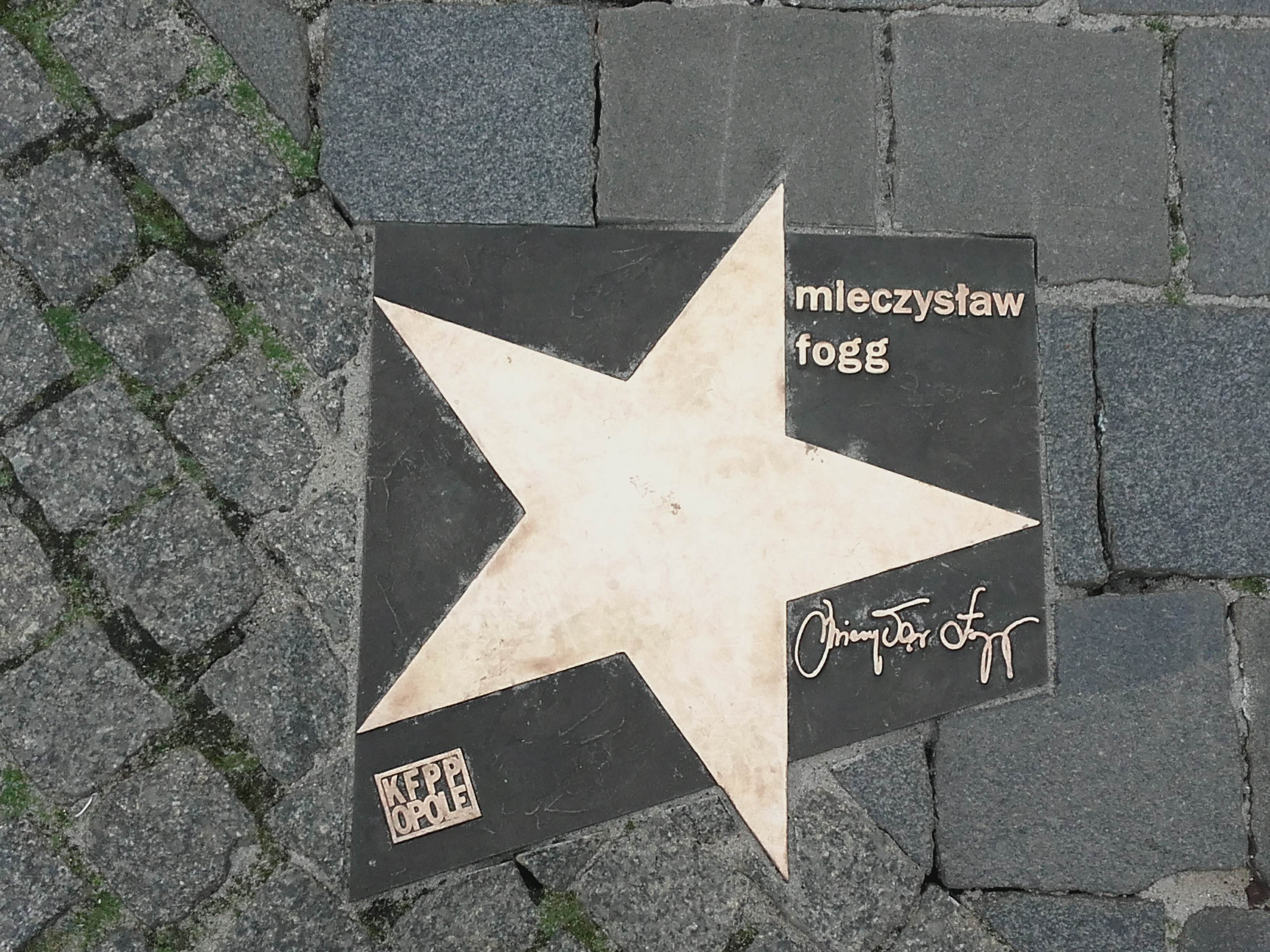
Gwiazda Mieczysława Fogga w Alei Gwiazd Festiwalu Polskiej Piosenki w Opolu

Po wojnie w latach 1945–1946 prowadził przy ul. Marszałkowskiej 119 własną kawiarnię artystyczną Cafe Fogg, a w latach 1946–1951 kierował wytwórnią płyt gramofonowych Fogg Record. Obie firmy zostały jednak znacjonalizowane przez władze komunistyczne i zakończyły działalność. Od 1946 występował w programach estradowych i z własnymi recitalami, w których towarzyszyły mu m.in. żeńskie zespoły. W 1958 zwyciężył po raz drugi w plebiscycie Polskiego Radia na najpopularniejszego piosenkarza roku. Po śmierci Maurice’a Chevaliera w 1972, był jednym z najstarszych występujących piosenkarzy świata. W 1971 został wydany pamiętnik Mieczysława Fogga, noszący tytuł Od palanta do belcanta (pod redakcją Zbigniewa K. Rogowskiego). Występował na Festiwalu Piosenki Radzieckiej w Zielonej Górze.
W okresie międzywojennym nagrywał z Chórem Dana i solo dla wytwórni płytowych Odeon, Syrena Record, Syrena-Electro i Parlophone. Po wojnie jego głos uwieczniano na płytach w kraju i za granicą, m.in. w Anglii, USA i Australii. Płyty z jego nagraniami osiągnęły nakład ponad 25 milionów egzemplarzy. Dokonał także nagrań dla archiwum Polskiego Radia.
W trwającej ponad 60 lat karierze wystąpił na blisko 16 tysiącach koncertów. Śpiewał w dwudziestu pięciu krajach Europy oraz w Brazylii, Izraelu, na Cejlonie, w ośrodkach polonijnych Nowej Zelandii, Australii i wielokrotnie w USA i Kanadzie. Ze względu na długą karierę Mieczysław Fogg jeszcze za życia stał się symbolem kultury polskiej XX wieku. Jedna z anegdot jaka krążyła o artyście w PRL-u głosiła, że kiedy polscy archeolodzy odkopali starożytną mumię w Egipcie, ta zapytała ich „Czy Mieczysław Fogg jeszcze śpiewa?”.
Został pochowany na cmentarzu Bródnowskim w Warszawie (kwatera 10a-1-4).

## Dyskografia

### Albumy
- Mieczysław Fogg – Piosenki (1955, Muza L 0004; reedycje: Polskie Nagrania tł. Muza, tł. Pronit; Longplay 10 33 rpm)
- Co nam zostało z tych lat... (1954, płyta winylowa 33 rpm/250, „Cykl I”, „Cykl II”, Muza-Polskie Nagrania, L0336)
- Mieczysław Fogg – The Favorite of Warsaw, 16 Popular Tunes Tangos, etc. (1959 Bruno Hi-Fi Records, BR50083, USA)
- Mieczysław Fogg śpiewa piosenki swojej młodości (1960, płyta winylowa – 33 rpm, Muza SX 0187 – Polskie Nagrania)
- Wspomnienia dawnych dni (1965, płyta winylowa – 33 rpm, Polskie Nagrania XL 0272)
- Oczarowanie (1968, płyta winylowa, Polskie Nagrania, XL 0432 HI-FI)
- Zapomniana piosenka (1969, płyta winylowa, Polskie Nagrania XL 0525)
- Zawsze będzie czegoś Ci brak (1970, płyta winylowa, Polskie Nagrania SX 1263)
- Ukochana ja wrócę (1981, płyta winylowa – 33 rpm, Muza SX 2344)
- Niezapomniane przeboje (1987, płyta winylowa – 33 rpm, Muza SX 2467)
- Starszy Pan (1992, CD, Polskie Nagrania PNCD 198)
- Złote przeboje (CD, AKAR AKCD-013)
- Złota kolekcja – Jesienne róże (2001, CD, EMI)
- Ta ostatnia niedziela (Seria Polskie Perły) (CD, Polskie Nagrania)
- Od piosenki do piosenki (Seria Gwiazdozbiór Muzyki Rozrywkowej) (CD, Polskie Radio)
- A ja sobie gram na gramofonie (2007,CD, 4ever MUSIC, oraz wersja zremiksowana)
- Mieczysław Fogg znany i nieznany (2008, 5CD, 4ever MUSIC)
- 40 Piosenek Mieczysława Fogga (Seria: 40 piosenek) (2011, 2CD, Polskie Nagrania)

### EP, single
- Mieczysław Fogg śpiewa piosenki swojej młodości (EP N 145)
- Siwy włos / Kochana (Pronit)
- Czy pamiętasz tę noc w Zakopanem / Kolorowa wstążka (Fogg Record 033/051, 1947)

## Filmografia
W okresie międzywojennym wraz z Chórem Dana wystąpił w filmach:
- Parada Warszawy (reż. Konrad Tom)
- Panienka z poste restante (reż. Jan Nowina-Przybylski)
- Dziesięciu z Pawiaka (reż. Ryszard Ordyński)
- Pałac na kółkach (reż. Ryszard Ordyński)
- Straszna noc (reż. Konstanty Meglicki)
- Rok 1914 (reż. Henryk Szaro)
- Dzieje grzechu (reż. Henryk Szaro)
- Ułani, ułani, chłopcy malowani (reż. Mieczysław Krawicz)
- Niebezpieczny romans (reż. Michał Waszyński)
- Wacuś (reż. Michał Waszyński)
- Dodek na froncie (reż. Michał Waszyński)

Po wojnie, w jednym z odcinków serialu telewizyjnego Dom (reż. J. Łomnicki), zagrał siebie – gospodarza kawiarni Cafe Fogg.
Fogg jest bohaterem biograficznego filmu Sentymentalny pan (reż. L. Perski) oraz wspomnieniowego programu telewizyjnego Na przekór modom, czyli M. Fogg i jego piosenki (reż. R. Wolański).
Telewizyjne widowisko muzyczne  Starszy pan, I'm sorry z 1984 roku (reż. J. Woźniak) z utworami w wykonaniu Mieczysława Fogga i Ireny Rogowskiej, z udziałem Baletu Teatru Wielkiego w Warszawie.
Telewizyjny Program z okazji 75 urodzin i 50-lecia pracy artysty Godzina Mieczysława Fogga (reż. M. Kubera, M. Snakowska). Gośćmi w domu artysty byli przyjaciele: Stefania Grodzieńska, Krystyna Gucewicz, Andrzej Bogucki i Witold Filler.

## Ordery i odznaczenia
- Order Sztandaru Pracy I klasy (1981)[27][28]
- Krzyż Komandorski z Gwiazdą Orderu Odrodzenia Polski (1986)[27][28] z okazji 85 urodzin i 60-lecia pracy artystycznej
- Order Sztandaru Pracy II klasy (1976)[27][28]
- Krzyż Komandorski Orderu Odrodzenia Polski (1962)[27][28][29]
- Krzyż Kawalerski Orderu Odrodzenia Polski (29 stycznia 1954)[30][27][28]
- Krzyż Walecznych (1944)
- Złoty Krzyż Zasługi z Mieczami (1944) od dowództwa powstania warszawskiego[27][28]
- Złoty Krzyż Zasługi (1952)[27][28]
- Warszawski Krzyż Powstańczy (1981)[27][28][31]
- Medal Zwycięstwa i Wolności 1945[27]
- Medal 40-lecia Polski Ludowej (1984)[32]
- Medal 10-lecia Polski Ludowej (23 maja 1955)[33]
- Odznaka 1000-lecia Państwa Polskiego (1967)[28]
- Odznaka „Zasłużony Działacz Kultury” (1976)[27][28]
- Złota Odznaka Honorowa Towarzystwa Łączności z Polonią Zagraniczną „Polonia” (1987)[28]
- Złota odznaka honorowa „Za Zasługi dla Warszawy” (1961)[27][28]
- Odznaka tytułu honorowego „Zasłużony dla Kultury Narodowej” (1987)[34]
- Odznaka Honorowa Miasta Poznania[27]
- Odznaka Honorowa Miasta Łodzi[27]
- Medal ZAiKS-u (1988)[35]
- Odznaka ZAiKS-u (1988)[35]
- Złota Odznaka Odbudowy Stolicy (1964)[27][28]

W uznaniu za pomoc udzielaną w czasie okupacji żydowskim kolegom, w październiku 1989 Instytut Jad Waszem w Jerozolimie nadał Mieczysławowi Foggowi medal i tytuł Sprawiedliwego wśród Narodów Świata.

## Nagrody i wyróżnienia
- 1976 – Dyplom Ministra Spraw Zagranicznych Polskiej Rzeczypospolitej Ludowej Stefana Olszowskiego[28]
- 1979 – Nagroda Prezesa Rady Ministrów I stopnia w dziedzinie twórczości i sztuki estradowej z okazji 35-lecia PRL „za całokształt wybitnych osiągnięć artystycznych”[27]

Zgromadził setki nagród i wyróżnień. Polskie Nagrania przyznały mu honorową Złotą Płytę za całokształt działalności artystycznej (1970). Otrzymał tytuł i nagrodę Homo Varsoviensis, przyznawaną zasłużonym warszawiakom (1977), wódz indiańskiego szczepu Tuscarora zawarł z nim przymierze krwi, nadając mu imię Śpiewający Biały Orzeł.

## Upamiętnienie
- W 2020 na bloku mieszkalnym przy ul. Majdańskiej 5 w Warszawie, w którym mieszkał, odsłonięto tablicę pamiątkową[38].
- W 2001 jego imieniem nazwano skwer w dzielnicy Śródmieście w Warszawie, znajdujący się po północnej stronie ul. T. Boya-Żeleńskiego[39].
- W 2004 r. imię Mieczysława Fogga nadano ulicy w Łodzi, na osiedlu Mikołajew[40].
- W 2022 r. Szkoła Podstawowa w Złotokłosie otrzymała imię M. Fogga[41].

## Inne informacje
W 2006 warszawski zespół Cinq G wydał płytę zawierającą covery piosenek Fogga, utrzymane w stylistyce muzyki ragga pt. Fogga Ragga. W 2008 z inicjatywy wnuka Fogga, Michała, wydano płytę z remixami i innymi aranżacjami piosenek Mieczysława Fogga pod tytułem „Cafe Fogg”. Nad zawierającym 14 utworów albumem pracowało kilkunastu polskich wykonawców. W 2009 wydano kontynuację płyty, zatytułowaną „Cafe Fogg 2”.